# Bazinul Foxe
     Nunavut
     Groenlanda
     Quebec
     Newfoundland și Labrador
     Manitoba

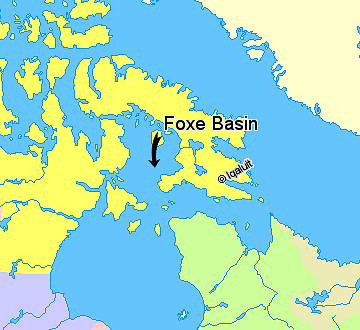
Localizarea Bazinului Foxe în Canada.
Nunavut
Groenlanda
Quebec
Newfoundland și Labrador
Manitoba

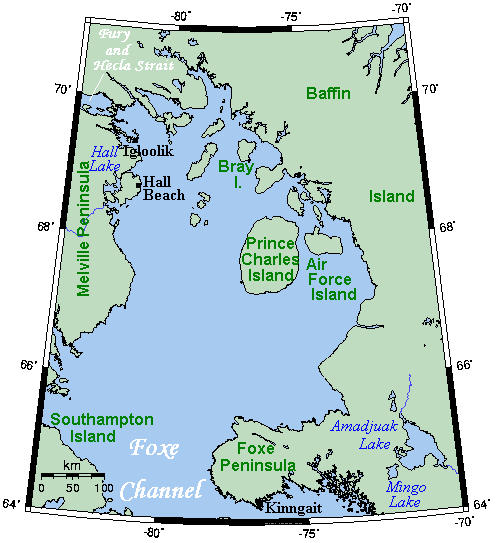
Bazinul Foxe şi împrejurimile sale

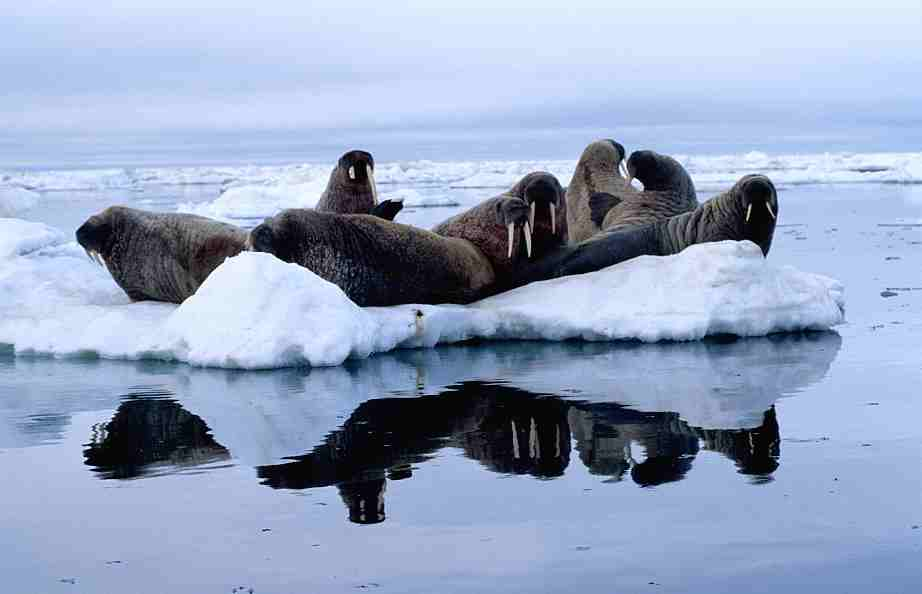
Morse pe ghețurile plutitoare din bazinul Foxe

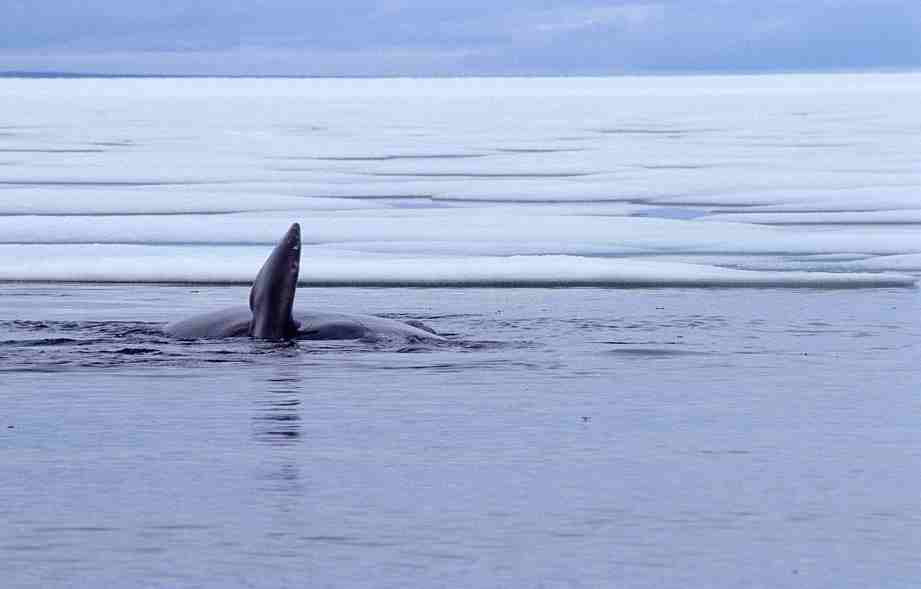
Balenă de Groenlanda în bazinul Foxe

Bazinul Foxe este un bazin maritim cu adâncime relativ redusă, la nord de Golful Hudson, în Canada, mărginit la nord și est de insula Baffin iar la vest de peninsula Melville de pe continent. În nord-vest, bazinul comunică cu golful Boothia prin strâmtoarea Fury and Hecla. Latura sudică este formată de coastele nordice ale insulei Southampton, canalul Foxe și peninsula Foxe de pe insula Baffin. 
Numele său a fost dat de William Edward Parry în onoarea exploratorului englez Luke Foxe (1589-1635), cel care în 1631 a navigat pentru prima dată în această zonă.
Bazinul Foxe este o depresiune largă, în general puțin adâncă, adâncimea maximă fiind de 90 m Diferența de nivel între flux și reflux descrește de la 9 m în sud-est la 3,5 m în strâmtoarea Fury and Hecla.
Bazinul este acoperit de câmpuri de gheață în nord și de ghețuri plutitoare în sud pe aproape toată perioada anului. Curenții puternici și vântul mențin ghețurile plutitoare în permanentă mișcare, răscolind și fundul bazinului, mâlul ridicat astfel fiind încorporat în gheață și dându-i o culoare închisă caracteristică, ducând însă și la formarea a numeroase polinii.
Datorită ghețurilor, adâncimii reduse și diferențelor mari între maree, zona bazinului Foxe este în general evitată de navele în drum spre zona arctică. .
Coastele sudice sunt stâncoase și mai înalte, în timp ce zonele nordice sunt mai joase.
Pe malul vestic al bazinului Foxe există două așezări umane: Igloolik (cu 1538 locuitori în 2006) pe o insulă din apropierea peninsulei Melville și Hall Beach (numită în inuktitut Sanirajak, cu 654 locuitori în 2006) pe coasta peninsulei Melville.
Apele sunt foarte bogate în nutrienți și favorizează în special dezvoltarea fitoplanctonului, ceea ce determină și o migrare a balenelor de Groenlanda (balaena mysticetus) și a belugilor dinspre strâmtoarea Hudson, unde iernează, înspre nordul bazinului, în fiecare vară, dar și prezența în număr mai mare a a narvalilor.
Poliniile din bazinul Foxe atrag un mare număr de foci cu barbă (erignathus barbatus) și de morse de Atlantic (odobenus rosmarus rosmarus), aici găsindu-se de altfel și cea mai mare turmă de morse din Canada. Se întâlnesc de asemenea urși polari (ursus maritimus) și foci inelate (pusa hispida). 
Coastele și insulele din bazin sunt folosite ca locuri de cuibărire pentru pescăruși, gâște polare, gâște de Canada și o serie de alte specii de păsări acvatice și de coastă. 
Până în prezent, pentru această zonă nu au fost luate însă măsuri de protejare a faunei.